# Bevis Mugabi
Bevis Kristofer Kizito Mugabi (* 1. Mai 1995 in Harrow, London) ist ein ugandischer Fußballspieler, der zuletzt als Innenverteidiger für den FC Motherwell in der Scottish Premiership spielte. Zuvor war er in der englischen Football League für Yeovil Town aktiv. Der gebürtige Engländer vertritt Uganda auf internationaler Ebene.

## Karriere

### Verein
Bevis Mugabi wurde in Harrow, einem Stadtteil von London als Sohn von Eltern aus Uganda geboren. Seine Fußballkarriere begann er im westlichen Stadtbezirk Fulham. Bis zum Jahr 2011 spielte er in der Jugend des FC Fulham. Im Juli 2016 wechselte er in die Youth Academy des FC Southampton an Südküste Englands. Aus dieser wechselte er im August 2016 zum englischen Viertligisten Yeovil Town. Er gab sein Debüt in der ersten Mannschaft am 9. August 2016, als er in der 54. Minute für Liam Shephard in einem Ligapokalspiel gegen den FC Walsall eingewechselt wurde. Bereits in seinem ersten Jahr wurde er Stammspieler. Am Ende der Saison 2018/19 verließ Mugabi Yeovil nachdem der Verein abgestiegen war.
Am 12. September 2019 unterzeichnete Mugabi einen Vertrag bis Januar 2020 beim FC Motherwell aus Schottland.

### Nationalmannschaft
Der gebürtige Engländer Mugabi war für den englischen und ugandischen Fußballverband spielberechtigt. Im August 2016 erhielt er seine erste Einladung in die ugandische Nationalmannschaft für das Freundschaftsspiel gegen Kenia und das Qualifikationsspiels für den anstehenden Afrikanischen Nationen-Pokal 2017 gegen die Komoren. Mugabi wurde jedoch die Anreise von seiner Vereinsmannschaft Yeovil Town verweigert. Als Grund wurde die Kurzfristige Bekanntgabe der Einberufung angegeben.
Im März 2018 erhielt Mugabi seine zweite Einladung bei der ugandischen Nationalmannschaft für zwei internationale Freundschaftsspiele. Sein Debüt für Uganda gab er am 24. März 2018 bei einem 3:1-Sieg über São Tomé und Príncipe. Nach einem weiteren Einsatz gegen Malawi im gleichen Monat blieb er für ein Jahr ohne Berücksichtigung von Nationaltrainer Sébastien Desabre.
Im Jahr 2019 wurde der Innenverteidiger für den Afrika-Cup nominiert. In der Vorbereitung für das Turnier kam er zu zwei weiteren Länderspielen. Während des Turniers kam er zu drei Einsätzen in der Vorrunde. Bei der Niederlage im Achtelfinale gegen den Senegal spielte er nicht.